# Russ Bray
Russ Bray (Shenley, 22 juni 1957) is een vooraanstaande Engelse caller in de dartssport, sinds 1996 actief voor de Professional Darts Corporation (PDC). Hij is berucht om zijn zeer rauwe, rokerige en markante stemgeluid waardoor hij ook bekendstaat als The Voice.
Naar eigen zeggen begon zijn scheidsrechterscarrière op een avond toen de vaste caller niet kwam opdagen voor een lokale wedstrijd. De PDC contracteerde Bray in 1996 als caller en hij maakte zijn debuut op het World Matchplay van dat jaar. Hij was de caller toen Phil Taylor in augustus 2002 in zijn partij tegen Chris Mason de allereerste live nine-darter voor de PDC gooide. Tijdens de Masters of Darts callde hij de nine-darter van Michael van Gerwen.
Bray was een lokale darter voor Hertfordshire en speelde zo nu en dan partijen in het professionele circuit. Als medespeler van Eric Bristow won hij de Norway en Finland pairs.
Op 23 november 2023 maakten Bray en de PDC voor aanvang van het PDC World Darts Championship 2024 bekend dat de finale die op 3 januari 2024 gespeeld werd, de laatste wedstrijd op een ranking televisietoernooi zou zijn onder leiding van Bray, maar nog wel enkele wedstrijden zou callen tijdens de World Series of Darts. Zijn focus zou gaan liggen op zijn nieuwe rol als PDC-ambassadeur.

## Trivia
- Naast veteraanscheidsrechters Freddie Williams, Bruce Spendley, George Noble, Kirk Bevins en Martin Fitzmaurice, is Bray de enige podiumcaller die een nine-darter heeft omgeroepen voor de Britse televisie.[bron?]
- Buiten de dartssport geeft Bray tevens voordrachten en presentaties en was hij verscheidene keren actief in reclamespots.
- Bray speelde in enkele televisieproducties, en in de film Heartlands uit 2002.
- Bray is te horen als caller in het computerspel PDC World Championship Darts.